# Мейсі (Небраска)
Мейсі (англ. Macy) — переписна місцевість (CDP) в США, в окрузі Терстон штату Небраска. Населення — 1045 осіб (2020).

## Географія
Мейсі розташоване за координатами 42°6′57″ пн. ш. 96°22′0″ зх. д. / 42.11583° пн. ш. 96.36667° зх. д. (42.115885, -96.366653).  За даними Бюро перепису населення США в 2010 році переписна місцевість мала площу 4,12 км², уся площа — суходіл.

## Демографія
Згідно з переписом 2010 року, у переписній місцевості мешкали 1023 особи в 227 домогосподарствах у складі 198 родин. Густота населення становила 248 осіб/км².  Було 253 помешкання (61/км²).
Расовий склад населення:
| - 98,1 % — корінних американців - 1,5 % — білих - 0,1 % — чорних або афроамериканців |

До двох чи більше рас належало 0,2 %. Частка іспаномовних становила 2,5 % від усіх жителів.
За віковим діапазоном населення розподілялося таким чином: 46,3 % — особи молодші 18 років, 50,1 % — особи у віці 18—64 років, 3,6 % — особи у віці 65 років та старші. Медіана віку мешканця становила 19,7 року. На 100 осіб жіночої статі у переписній місцевості припадало 94,1 чоловіків;  на 100 жінок у віці від 18 років та старших — 92,0 чоловіків також старших 18 років.
Середній дохід на одне домашнє господарство  становив 28 423 долари США (медіана — 20 536), а середній дохід на одну сім'ю — 29 588 доларів (медіана — 21 346). Медіана доходів становила 24 844 долари для чоловіків та 25 000 доларів для жінок. За межею бідності перебувало 66,2 % осіб, у тому числі 74,6 % дітей у віці до 18 років та 70,3 % осіб у віці 65 років та старших.
Цивільне працевлаштоване населення становило 174 особи. Основні галузі зайнятості: освіта, охорона здоров'я та соціальна допомога — 36,8 %, мистецтво, розваги та відпочинок — 27,0 %, публічна адміністрація — 12,1 %, науковці, спеціалісти, менеджери — 9,2 %.